# Ayressoleberis
Ayressoleberis is een geslacht van kreeftachtigen uit de klasse van de Ostracoda (mosselkreeftjes).

## Soorten
- Ayressoleberis bathymarina (Ayress, 1993) Brandão & Yasuhara, 2013
- Ayressoleberis brevicosta (Hornibrook, 1952) Brandão & Yasuhara, 2013 †
- Ayressoleberis dasyderma (Brady, 1880) Brandão & Yasuhara, 2013
- Ayressoleberis microagrenon (Ayress, 1995) Brandão & Yasuhara, 2013 †